# Jeszcze słowo
Jeszcze słowo – wiersz Cypriana Kamila Norwida napisany w 1848 w związku z wydarzeniami rzymskimi.

## O utworze
Wiersz powstał jako echo rzymskich wydarzeń z marca-maja lub listopada 1848 związanych z Wiosną Ludów. Kontekst utworu wykazuje związek z pierwszą, pokojową fazą wydarzeń w Rzymie. Wiersz stanowi dopełnienie wcześniejszej Wigilii, włączonej później przez Norwida jako Prolog do Pieśni społecznej. Obydwa utwory zostały wydrukowane u L. Martineta w Paryżu w 1848 lub 1849 jako ulotki poetyckie.
Łacińskie motto pochodzi z Roczników Tacyta i oznaczaː Ja zaś, im więcej uprzytamniam sobie zdarzeń świeżych czy dawnych, tym bardziej staje mi przed oczyma gra przypadku z losami ludzkimi we wszelkich sprawach. Albowiem rozgłos, nadzieja, szacunek raczej wszystkich innych na tron przeznaczały niż tego, którego jako przyszłego cesarza los trzymał w ukryciu. Drugie mottoː Błogosławieni ciszy, albowiem oni odziedziczą ziemię pochodzi z Psalmu 37.
Wigilia i Jeszcze słowo stały się podstawą ataku Władysława Bentkowskiego na Norwida w IX Liście z Poznania, zarzucającego poecie manieryczną niejasność i mistyczność. Norwid odpowiedział na artykuł polemiką W odpowiedzi na dziewiąty «List z Poznania».

## Treść
Bramy Kapitolu zostały strzaskane, wiatr w nich hula. Krew leje się po bruku, bliskie jest Pańskie Jeruzalem. Poeta wzywa wolnych ludzi do stworzenia nowego planu, na który czeka ludzkość. Jest ich wielu, niechże więc nie wznoszą ze starych okruchów nowego żebraka, ale gmach całkiem nowy. W pierwszej karcie dziejów nic nie utworzyli, w drugiej – uradzili niewiele, trzecia wychyla się jak pąk na gałęzi drzewa. Dlaczego jednak Królestwo Boże nie może wdziać na siebie realniejszych kształtów, tylko ideę upiora?
Błogosławieni są czyniący pokój i nazwani synami Bożymi, podrzutek nie odziedziczy Królestwa. Poeta wzywa, by rozpalić się modlitwą i balsam pokoju wlewać między dni stare i nowe, między mądrych a władców, serce i głowę, wczoraj – starych a jutro – młodych. Nie wystarczy przecież wyrównać promieni pokoju, by powstał nowy plan, ani mieć go już gotowy, by powstał nowy gmach. Ubodzy już kosztują królestwa, ale oni są na ziemi nieliczni.
Poeta apeluje do ludzi czyniących pokój, by wzięli się za dłonie, bo Bóg, który przepaściom zakreślił granice, nie mający formy zamknął się w ciele dziecka, niecierpiętliwy, a cierpiał, ten przyrzekł, że nim nadejdzie właściwy czas, on już zatęsknił ku czyniącym pokój.